# 조 라이언
조 필립 라이언 (Joseph Philip Ryan, 1996년 6월 5일 ~ )은 미국 프로야구 아메리칸 리그 미네소타 트윈스의 산하 마이너 리그 선수이다.
2018년 7라운드 210순위로 탬파베이 레이스에 입단했다. 2020 하계 올림픽 미국 야구 대표팀 선발 투수로 뛰었으며,
올림픽 참가 기간 중인 2021년 7월 22일 트레이드 되어 탬파베이 레이스에서 미네소타 트윈스로 팀을 옮겼다. 